# Stichaster australis
Stichaster australis är en sjöstjärneart som först beskrevs av Addison Emery Verrill 1871.  Stichaster australis ingår i släktet Stichaster och familjen Stichasteridae. Inga underarter finns listade i Catalogue of Life.

## Bildgalleri

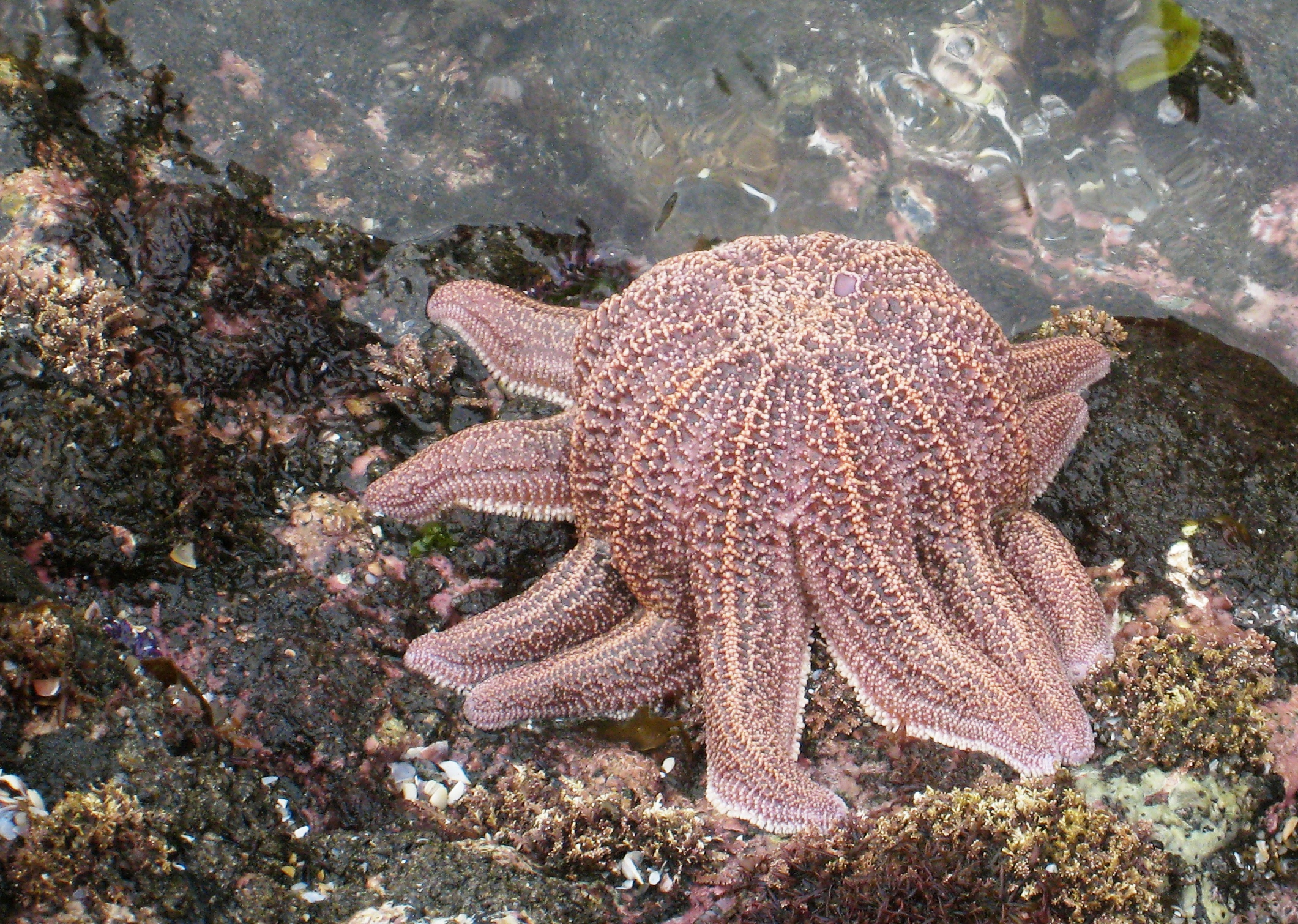